# マイナビ女子オープン
マイナビ女子オープン（マイナビじょしオープン）は、マイナビ、日本将棋連盟が主催する将棋の女流タイトル戦。2007年創設。毎年4月頃から挑戦手合制の五番勝負が行われ、勝者には女王の称号が与えられる。優勝賞金は、女流棋戦では白玲戦、大成建設杯清麗戦に次ぐ500万円（リコー杯女流王座戦と同額）。

## 概要
2006年度まで行われていたレディースオープントーナメントを発展拡大し、毎日コミュニケーションズ・日本将棋連盟および日本女子プロ将棋協会（LPSA）の3つの法人が共同主催する5つ目の女流タイトル戦として創設された（LPSAは第7期当初まで共同主催、第7期途中から前者2法人による主催）。レディースオープンが女流公式棋戦で唯一のオープン棋戦であったことを引き継ぎ、第1期より女性アマチュア選手の出場枠が設けられている。
本棋戦のタイトル称号である「女王」は、第1期開幕前に公式サイト内で公募され、1500通を超える応募の中から決定された。
本棋戦は、他の棋戦とは違い、「マイナビ」とスポンサー名だけで呼ばれる事が多い。一方、NHKが本棋戦について言及する場合は、スポンサー名を除いて「女子オープン」と呼称する。
将棋界のタイトル戦（男女合わせた16棋戦）のうち唯一、棋戦名「女子オープン」とタイトル称号「女王」とが異なる名称の棋戦である。

## 方式
アマチュアのみ参加の「チャレンジマッチ」、プロ（女流棋士）のみ参加の「予備予選」、2勝勝ち抜きの予選トーナメント(一斉予選)、4勝勝ち抜きの本戦トーナメントを行い、女王への挑戦者を決定する。女王と挑戦者が五番勝負を戦い(第1期は決勝五番勝負)、その勝者が新女王となる。

### チャレンジマッチ・予備予選

#### チャレンジマッチ（現行方式）
第14期まではプロ・アマチュア混合での「チャレンジマッチ」を実施していた（詳細は後述）が、第15期より、プロによる「予備予選」とアマによる「チャレンジマッチ」に分離されることになった。なお第15-16期は、新型コロナウイルス感染症の感染拡大防止のためチャレンジマッチが開催されなかった。
3期ぶりに再開した第17期では、予選進出3枠をめぐりアマ48人を12組に分けたリーグ戦を実施、各組上位2名の24名を3組に分けたトーナメント勝者3名が予選進出した。

#### 予備予選
第15期より実施。予選シードを得られなかった女流棋士のみが参加する。
予備予選での持ち時間は各30分（チェスクロック使用）で、切れたら1手1分未満。
前回予備予選敗退者や予選1回戦敗退者、および棋戦初参加者は、予備予選からの出場となる。
原則、すべて同日での一斉対局であり、公式戦として参加女流棋士の記録上の成績にカウントされる。なお、第15期から17期まではすべての参加者が1勝すれば予選進出できたが、第18期以降は人数調整により、予選進出までに2勝が必要なケースも出てきている。

#### チャレンジマッチ（第14期以前）
第1期から第3期までは、アマチュア選手の出場についてはレディースオープントーナメントと同様に主催者推薦であった。
第4期よりプロアマ混合の予備予選「チャレンジマッチ」が設けられ、史上初めて一般募集という形でより多くのアマチュア選手に門戸が開かれた。チャレンジマッチは毎年5-6月に東京都中央区にあるマイナビPLACEにおいて、椅子に着席しての対局ですべてを1日で行われる。2敗失格のトーナメント形式であり一度敗れても敗者復活のチャンスがある。
またアマチュア以外でも3期連続で予選初戦敗退した女流棋士、もしくはチャレンジマッチを勝ち上がった女流棋士についてはその期を含め2期連続で予選を初戦敗退したものは、たとえ現役タイトル保持者であってもチャレンジマッチからの参加が義務付けられる。チャレンジマッチは非公式戦扱いであり、たとえ女流棋士が勝ち上がったとしても公式記録上の成績にはカウントされない。
チャレンジマッチの出場対象者は以下のとおりである。
1. 3級以下の女性奨励会員(チャレンジマッチ開催募集時点)
2. 女性研修会員
3. 将棋道場、教室、普及指導員等から有段者と認められているアマチュア女性(ただし元女流棋士は出場不可)
4. 3期連続で予選1回戦敗退の女流棋士。

持ち時間は各15分（チェスクロック使用）で、切れたら1手30秒未満。チェスクロックは対局者自身が操作する。
第8期ではスイス式トーナメントにより実施され、上位11名が予選進出した。

### 予選トーナメント
予選トーナメントは、本戦出場16名のうち本戦シード4名を除く12名の枠を争うトーナメントである。原則、すべてのトーナメント戦が同日・同会場で行われるため「一斉予選」とも言われる。なお、第1期の本戦進出は8名であり、また、第2期、7期、9期、17期は本戦シードが3名のため13名である。参加定員は第3期-10期と15期以降(第17期除く)は48名、第17期は52名である。
参加者
- 本戦シード(前期ベスト4)以外で、予備予選[12]参加を免除されているすべての現役女流棋士
- 2級以上の女性奨励会員(第4期から)
- チャレンジマッチ通過者(第4期から、第15期からアマチュアのみ)
- 予備予選通過者(第15期から、プロのみ)

トーナメント表は、関西の女流棋士を同一ブロックにまとめる方式を取らずに公平に抽選を組む。予選の全対局は第13期まではチャレンジマッチ同様、マイナビ本社内「マイナビルーム」で、第15期からはJR新宿ミライナタワーでの公開対局であり2局勝ち抜き方式で指され、隣の部屋で大盤解説会も行われる。第1期は2007年10月に、第2期以降は毎年7-8月に開催されている。
持ち時間は各30分(チェスクロック使用)で、切れたら1手1分未満。

### 本戦トーナメント
予選を勝ち抜いた者と本戦シード者(基本的には前期の番勝負敗退者およびベスト4以上。それ以外の者は、たとえタイトル保持者であっても予選からの参加となる。これがこの棋戦の1つの特徴である)の計16名のトーナメントにより、女王への挑戦者が決定される。対局は東西の将棋会館で行われる。トーナメントの組み合わせについては一斉予選トーナメントを勝ち上がった女流棋士本人たちにその日のうちに公開でくじ引きで決めてもらう。9月頃に開幕し、翌年の2月の挑戦者決定戦まで1週間に1局ずつ行われる。
持ち時間は各3時間(チェスクロック使用)で、切れたら1手1分未満。

### 五番勝負
女王と挑戦者が五番勝負を戦い、その勝者が新たな女王となる。第4期以降は、神奈川県秦野市の元湯・陣屋で開幕局が行われることが定番となっている。
また女流タイトル戦の中で唯一、シリーズを通して和服で対局するのが慣例。
持ち時間は本戦と同じく各3時間(チェスクロック使用)、切れたら1手1分未満。1日制。
番勝負の中継については、過去にも断片的ながらYouTube等で配信を行っていたことがあるが、第18期よりRチャンネルにて五番勝負がネット配信される。

## 永世女王
女王を連続5期獲得、または通算7期獲得した女流棋士にはクイーン称号である「永世女王」の称号が与えられる。
- 西山朋佳（2022年、第11期 - 第15期）

## 歴代五番勝負
| 五番勝負勝敗（女王側から見た勝敗） ○：勝ち ●：負け 千：千日手 持：持将棋 女子オープン五番勝負 \| 太字 \| ：女王獲得者（五番勝負勝者） \| 太字Q \| ：クイーン称号獲得者（五番勝負勝者） \| |                              |       |                                      |
| 太字 | ：女王獲得者（五番勝負勝者） | 太字Q | ：クイーン称号獲得者（五番勝負勝者） |

| 期 | 五番勝負 実施年度 | 女子オープン五番勝負 | 女子オープン五番勝負 | 女子オープン五番勝負 | 本戦     | 本戦    | 本戦    |
| 期 | 五番勝負 実施年度 | 挑戦者               | 勝敗                 | 挑戦者               | -        | ベスト4 | ベスト4 |
| -- | ----------------- | -------------------- | -------------------- | -------------------- | -------- | ------- | ------- |
| 1  | 2008              | 矢内理絵子           | ○●○○－               | 甲斐智美             |          | 山田久  | 鈴木    |
| 期 | 年度              | 女王                 | 勝敗                 | 挑戦者               | 決勝敗者 | ベスト4 | ベスト4 |
| 2  | 2009              | 矢内理絵子           | ○○○－－              | 岩根忍               | 中村真   | 清水    | 中井    |
| 3  | 2010              | 矢内理絵子           | ●●●－－              | 甲斐智美             | 斎田     | 石橋    | 上田    |
| 4  | 2011              | 甲斐智美             | ●●●－－              | 上田初美             | 石橋     | 矢内    | 斎田    |
| 5  | 2012              | 上田初美             | ○○○－－              | 長谷川優貴           | 清水     | 里見香  | 斎田    |
| 6  | 2013              | 上田初美             | ●●●－－              | 里見香奈             | 鈴木     | 甲斐    | 石橋    |
| 7  | 2014              | 里見香奈             | ●○●●－               | 加藤桃子             | 清水     | 井道    | 伊藤沙  |
| 8  | 2015              | 加藤桃子             | ○○●○－               | 上田初美             | 和田あ   | 甲斐    | 矢内    |
| 9  | 2016              | 加藤桃子             | ○●○○－               | 室谷由紀             | 西山     | 清水    | 香川    |
| 10 | 2017              | 加藤桃子             | ○○○－－              | 上田初美             | 里見香   | 西山    | 甲斐    |
| 11 | 2018              | 加藤桃子             | ○●●●－               | 西山朋佳             | 岩根     | 里見香  | 伊藤沙  |
| 12 | 2019              | 西山朋佳             | ○○●○－               | 里見香奈             | 加藤桃   | 礒谷    | 香川    |
| 13 | 2020              | 西山朋佳             | ●○●○○                | 加藤桃子             | 清水     | 塚田    | 伊藤沙  |
| 14 | 2021              | 西山朋佳             | ●○○●○                | 伊藤沙恵             | 塚田     | 千葉    | 甲斐    |
| 15 | 2022              | 西山朋佳Q            | ●○●○○                | 里見香奈             | 山根     | 渡部    | 香川    |
| 16 | 2023              | 西山朋佳             | ○○○－－              | 甲斐智美             | 加藤桃   | 山根    | 香川    |
| 17 | 2024              | 西山朋佳             | ○○○－－              | 大島綾華             | 北村     | 加藤桃  | 伊藤沙  |
| 18 | 2025              | 西山朋佳             | ○●○●●                | 福間香奈             | 加藤桃   | 加藤結  | 上田    |

### 通算成績 (タイトル戦)
- 色付き は現在のタイトル在位者。
- 太字は最多記録。「*」は継続中の記録。

| 女流棋士                 | 女王在位 | 女王在位 | 番勝負出場 | 番勝負出場 |
| 女流棋士                 | 通算     | 連続     | 通算       | 連続       |
| ------------------------ | -------- | -------- | ---------- | ---------- |
| 西山朋佳                 | 7        | 7        | 8          | 8          |
| 加藤桃子                 | 4        | 4        | 6          | 5          |
| 矢内理絵子               | 2        | 2        | 3          | 3          |
| 上田初美                 | 2        | 2        | 5          | 3          |
| 甲斐智美                 | 1        | 1        | 4          | 2          |
| 福間香奈                 | 2        | 1        | 5          | 2          |
| 岩根忍                   | 0        | 0        | 1          | 1          |
| 長谷川優貴               | 0        | 0        | 1          | 1          |
| 室谷由紀                 | 0        | 0        | 1          | 1          |
| 伊藤沙恵                 | 0        | 0        | 1          | 1          |
| 大島綾華                 | 0        | 0        | 1          | 1          |
| 記録は第18期終了時点まで |          |          |            |            |

## エピソード
- 第1期女王就位式は2008年7月18日に第2期公開予選抽選会を兼ねて東京のパレスホテルで開催され、矢内理絵子女王が桂由美デザインのパリ・オートクチュールコレクションのドレスと、フォーエバーマーク・ダイヤモンド総計10.17カラットのティアラ（2000万円相当）を身につけて登場するという、将棋界では過去に例のない演出で行われた。
- 五番勝負は例年4月から5月にかけて行われることになっているが、第2期で挑戦者となった岩根忍は妊娠中で、五番勝負の日程途中に出産予定日を控えていた。このため、第2局以降を延期することが取り決められた[19]。しかし、第1局（2009年4月17日予定）の直前になって岩根の出産予定が早まり、第1局も延期することとなった[注釈 8]。最終的に、五番勝負は岩根の出産から1か月以上経った、6月から7月にかけて行われた。
- アマチュアだった長谷川優貴は第5期の一斉予選を勝ち上がり、その後2011年10月に女流2級としてデビュー。本戦2回戦で女流王位だった甲斐智美に持将棋指し直しの末勝利し、女流初段に昇段。さらに準決勝で斎田晴子、挑戦者決定戦で清水市代を破り、タイトル挑戦者となると同時に女流二段に昇段した。プロ入りしてから4局目でタイトル挑戦を決めて女流二段に昇段したのは最短記録であり、プロ入りから4か月でのタイトル挑戦は、女流棋界の草創期を除けば最速記録である。長谷川の活躍は「マイナビドリーム」「シンデレラガール」と形容された[20]。
- 第6期では当時女流四冠であった里見香奈が本戦トーナメントを勝ち上がりタイトルに挑戦。五番勝負では女王だった上田初美を三連勝で破り、史上初の女流五冠を達成した。
- 第7期に初めて女王を獲得し第10期まで連覇した加藤桃子、第11期に初めて女王を獲得した西山朋佳は当時、女流棋士ではなく奨励会員であった。加藤桃子女王と西山朋佳挑戦者により争われた第11期五番勝負は、非女流棋士同士によるタイトル戦となった。加藤は女王失冠後に女流棋士となり、西山は女王在位中の2021年4月1日付で女流棋士となった。
- 第15期本戦1回戦で、里見香奈と里見咲紀の女流棋士姉妹が対局した。女流公式戦の姉妹対局は史上初の出来事で、姉の里見香奈が勝利した[21][注釈 9]。
- 第16期は、連盟に引退届を提出し、参加している全公式戦の対局終了を以って現役引退を予定していた甲斐智美が挑戦者となった。西山朋佳女王との五番勝負は0勝3敗のストレート負けに終わったが、甲斐は同時期に行われた他棋戦でも女流順位戦A級リーグ残留、女流王位戦挑戦者決定戦進出、清麗戦ベスト4進出、女流王将戦決勝トーナメント進出と健闘する等、女流トップの実力を示す現役最終年度となった。